# Инаугурация Алмазбека Атамбаева
Инаугурация Алмазбека Шаршеновича Атамбаева в качестве Президента Киргизской Республики состоялась 1 декабря 2011 года, которая ознаменовала начало первого шестилетнего срока Алмазбека Атамбаева на посту президента Кыргызстана. Прошла в здании Киргизской национальной филармонии имени Токтогула Сатылганова.
Была отмечена первой в истории страны мирной передачей власти от одного президента другому.

## Обзор
В апреле 2010 года в Кыргызстане состоялась революция, призванная свергнуть действующего президента Курманбека Бакиева, пришедшего к власти после свержения Аскара Акаева и создавшего, по оценкам, семейно-коррумпированную авторитарную систему правления, и правительство Данияра Усенова.
Роза Отунбаева, назначенная президентом переходного периода (временное правительство) после государственного переворота в апреле 2010 года, по закону отдала власть после 1 года и 8 месяцев пребывания на этом посту тогдашнему премьер-министру страны Алмазбеку Атамбаеву, избранному президентом на выборах 30 октября 2011 года, который набрал свыше 62 % голосов избирателей.

## Подготовка
На церемонию вступления в должность президента Алмазбека Атамбаева было потрачено менее 10 миллионов сомов. Бюджет церемонии был в два раза ниже бюджета инаугурации Курманбека Бакиева в 2009 году. Было объявлено, что КТРК будет транслировать инаугурацию в прямом эфире. Трансляция началась в 10:30.

## Церемония
Церемония проходила при усиленных мерах безопасности: центр киргизской столицы за сутки до мероприятия начали патрулировали дополнительные наряды полиции, движение транспорта было ограничено, в общественных местах были заметны люди в штатском.
Инаугурация началась в 10:00. На церемонии присутствовали президент Турции Абдуллах Гюль, президент Грузии Михаил Саакашвили, премьер-министр Казахстана Карим Масимов, премьер-министр Таджикистана Акил Акилов и премьер-министр Азербайджана Артур Раси-заде. Также церемонию посетили высокопоставленные лица (спикеры и вице-спикеры парламентов) России (включая Татарстан), Узбекистана, Белоруссии, Китая, Туркменистана, а также представители ОДКБ, ШОС, ЕАЭС, ОБСЕ, СНГ, ООН. Самый высокий по должности российский госслужащий, присутствовавший на инаугурации — глава администрации президента Сергей Нарышкин, а американский — заместитель госсекретаря Роберт Блэйк.
В 10:50 уходящий президент Роза Отунбаева вышла к Дому правительства на проспекте Чуй. Она выразила благодарность служащим Национальной гвардии за службу государству. Те, в свою очередь, отдали ей присягу. В 10:53 Р. Отунбаева покинула Дом правительства и поехала к месту инаугурации — в сторону филармонии — по проспекту Чуй. В 10:56 на сцену были вынесены символы президентской власти — специальный экземпляр Конституции Кыргызстана для клятвы и нагрудный знак президента. В 10:57 Роза Отунбаева подъехала к зданию филармонии и пошла по красной дорожке.
В 11:00 к зданию подъехал новый президент Алмазбек Атамбаев и так же пошёл по красной дорожке. В 11:02 Атамбаев зашёл в главный зал филармонии. В 11:03 было предоставлено слово Розе Отунбаевой. В 11:06 на сцену был приглашён председатель ЦИК Кыргызстана Туйгуналы Абдраимов. В 11:08 он огласил официальные результаты выборов и провозгласил победителя.
В 11:11 Атамбаев произнёс клятву. В 11:12 после клятвы Атамбаеву поднесли флаг, который он поцеловал. В 11:13 Атамбаеву Роза Отунбаева вручила президентское удостоверение, штандарт президента, нагрудный знак ему повесил председатель ЦИК Туйгуналы Абдраимов.
В 11:14 Атамбаев вступил в должность президента. В здании заиграл гимн, перед ним стали стрелять из пушек.
В 11:18 Атамбаев начал свою первую речь в качестве президента. Он поблагодарил всех прибывших зарубежных гостей, а затем поблагодарил Отунбаеву за её «мудрое правление». А. Атамбаев поблагодарил соотечественников за доверие, а Розу Отунбаеву — за самоотверженную работу и великодушие. Он назвал Россию стратегическим партнёром Кыргызстана и заявил о намерении стать полноправным членом Таможенного союза. Алмазбек Атамбаев особое внимание уделил экономической части его программы, заявив о необходимости беспощадной борьбы с коррупцией и призвал граждан к терпению:
В настоящее время главное — терпение, поэтому я призываю народ Кыргызстана к терпению. Я верю, что в ближайшие 3-4 года ситуация в Кыргызстане изменится к лучшему.
В 11:39 после благословения аксакалами Атамбаев покинул сцену. Теперь уже экс-президент Роза Отунбаева вышла из здания филармонии и пошла по красной дорожке обратно к своей машине. В 11:41 Атамбаев также покинул филармонию, сел в машину и поехал в сторону Дома правительства, где будет принимать парад Национальной гвардии.
В 11:45 Атамбаев принял присягу главы нацгвардии возле Белого дома и начал свою речь перед военными. В 11:49 Атамбаев зашёл в Белый дом — своё новое рабочее место. Он пошёл в свой кабинет на 7-м этаже, который ему передала Роза Отунбаева.

## Критика
В день инаугурации один из соперников А. Атамбаева бывший генпрокурор Кубатбек Байболов в интервью новостному веб-сайту kloop.kg заявил, что ждёт от правления нового президента «репрессий» и что «ничего не будет положительного». Он назвал выборы «украденными» и отказался что-либо желать новому главе государства. Также ещё один соперник Атамбаева в президентской гонке — Турсунбай Бакир уулу — также отказался высказывать какие-либо пожелания новому главе государства: «Я не люблю пышных торжеств и не люблю искусственных речей».
Несколько правозащитных организаций страны были возмущены тем, что президент будет впервые клясться, в том числе, перед Богом — такое решение было принято депутатами Жогорку Кенеша 18 ноября, когда они принимали новую редакцию закона о выборах.
В обращении, инициированном «Агентством социальных технологий», говорится, что новая клятва противоречит «нормам о светскости государства»:
Президент — государственное должностное лицо, закон — юридический документ. Каково место в данной системе отношений обязательств госслужащего перед Богом? <...> Президента избрали граждане, народ Кыргызстана, соответственно, именно народу Президент должен давать клятвы и отчитываться за их выполнение.